# Nordweil

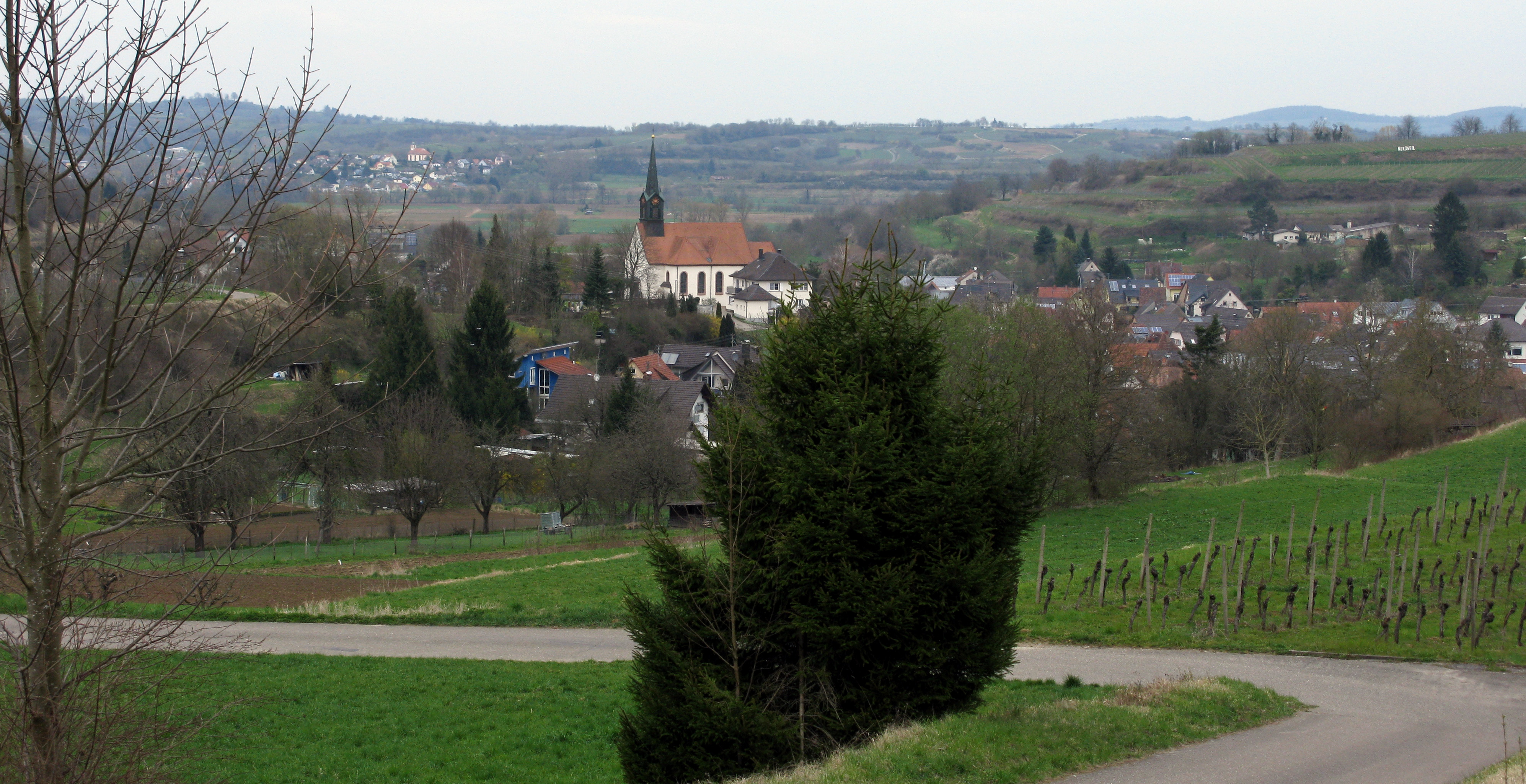
Nordweil

Nordweil ist eine kleine, in ein Tal eingebettete Ortschaft der Gemeinde Kenzingen im Landkreis Emmendingen in Baden-Württemberg.

## Lage
Das Dorf liegt am Rand der Vorbergzone des Schwarzwaldes. Der Ort ist im Süden, Osten und Westen von Weinbergen umsäumt und öffnet sich gegen Norden zum Bleichtal. Neben den Weinbergen besitzt der Ort große Waldflächen. Im Dorfkern stehen einige schöne Fachwerkhäuser. Zu erreichen ist Nordweil von der Bundesstraße 3 ab Kenzingen, entweder über das Bleichtal und Wagenstadt oder über Bombach.

## Geschichte
Erstmals wird das Dorf „Norwilo“ im Jahr 1095 urkundlich erwähnt, als es zusammen mit anderen Gütern von den Grafen Ruodmann von Hausen, Adelbert von Zollern und Alwin von Sulz in einer Stiftung dem Kloster Alpirsbach als Eigentum geschenkt wird.
Mit den zahlreichen Wirren des 16. Jahrhunderts, den Bauernaufständen und schließlich der Reformation, besetzte der Herzog Ulrich von Württemberg, nach der Rückeroberung seines Herzogtums, das Kloster in Alpirsbach und reformierte es 1534. Im Oktober 1648 (Westfälischer Frieden) wird das Kloster Alpirsbach mit Nordweil dem Herzog von Württemberg zugesprochen. Damit wurde  Nordweil im vorderösterreichischen Breisgau eine württembergische Enklave. Jedoch wurde es auch von der Habsburger Dynastie beansprucht, wodurch ein lange Zeit andauernder Konflikt entstand. Bis 1806 blieb der Ort württembergisch und kam dann über den Tausch- und Epurationsvertrag in den Besitz des Großherzogtums Baden. Der Meierhof und weitere Wohn- und Amtshäuser, Futter- und Herrschaftskeller, sowie zwei Wein- und Ölkelter fielen an das Haus Baden, wurden versteigert und abgebrochen. 1971 wurde Nordweil im Zuge der Gemeindereform in die Gemeinde Kenzingen eingemeindet.
Vorfall bei Kriegsende
Französische Truppen rückten am 20. April 1945 mit mehreren Halbkettenfahrzeugen in Nordweil ein und machten in der Dorfmitte bei der Linde Halt. Eine Gruppe von Nordweiler Dorfbewohnern versammelte sich, um die fremden Soldaten und die Fahrzeuge zu betrachten. Als einer der französischen Soldaten aus dem Fahrzeug sprang, entriegelte er versehentlich eine Handgranate. Er hob sie auf und rief laut "Attention!", erkannte, dass er ringsum von Zivilpersonen umgeben war und deshalb die Granate nicht wegwerfen konnte, und drehte sich zurück zu dem gepanzerten Fahrzeug. Dabei explodierte die Granate, und der Soldats starb wenig später an seinen Verletzungen. Abgesehen von einer minimalen Verletzung eines Kindes (in einem der Berichte) kamen anscheinend keine Zivilpersonen zu Schaden.
Die Geschichte wurde nach dem Krieg in Nordweil in verschiedenen Varianten weitererzählt und beschrieben, aber es gibt an der Unglücksstätte keinen Hinweis auf den Vorfall, und es sind keine näheren Einzelheiten über den sich aufopfernden Soldaten bekannt.

## Religion

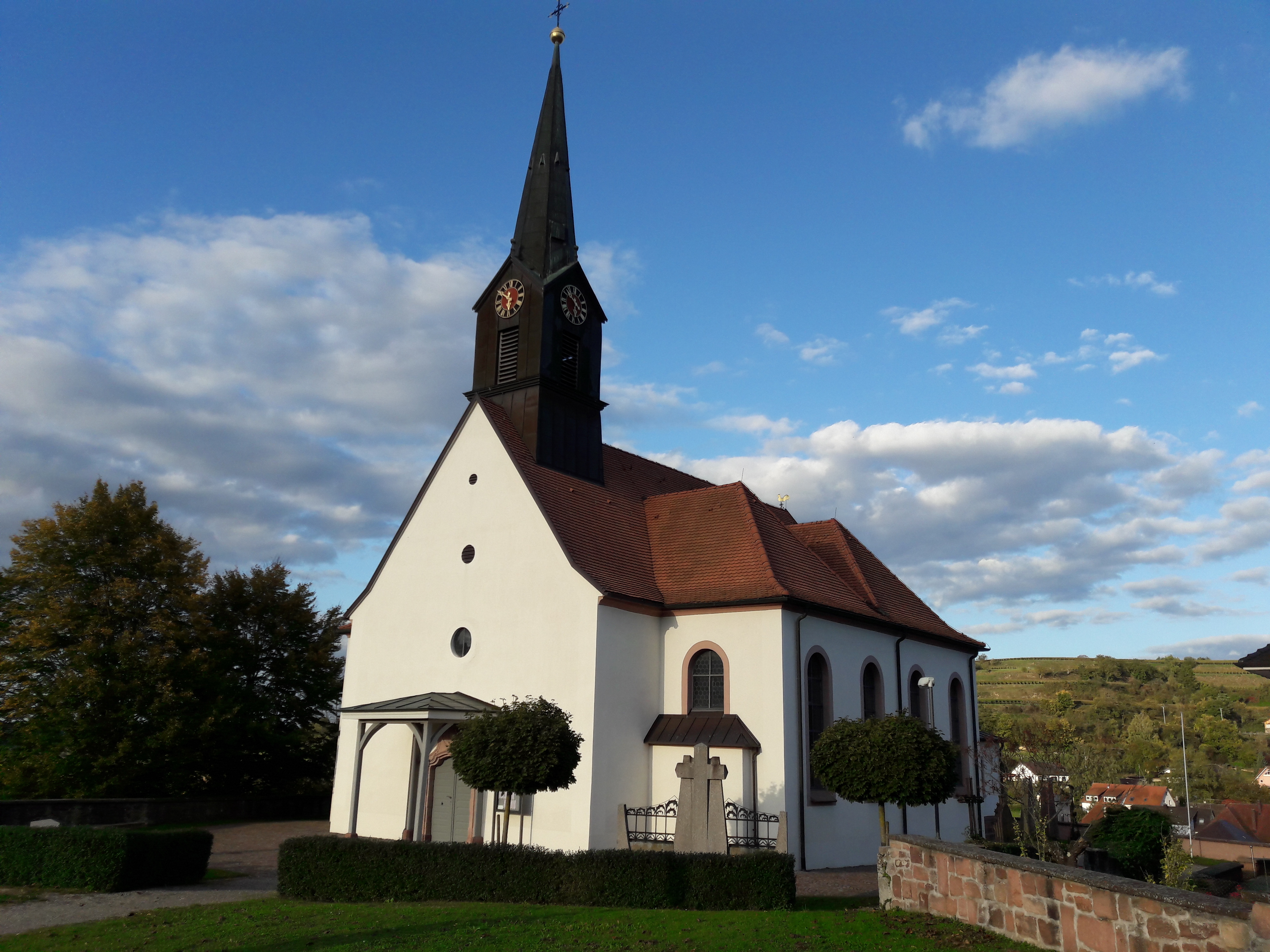
St. Barbara Kirche

Obwohl Nordweil über Jahrhunderte zum reformierten Herzogtum Württemberg gehörte, blieb es beim katholischen Glauben. Nordweil war Filialgemeinde der Pfarrei Bleichheim. Heute gehört es zur Seelsorgeeinheit Kenzingen. 1456 und 1588 wird eine der Hl. Barbara geweihte Kapelle erwähnt. 1760 wurde auf dem Kirchberg über dem Dorf eine neue Kirche mit drei barocken Altären errichtet.

## Bauwerke
- Die heutige katholische Kirche ist wie ihre Vorgängerkapellen der hl. Barbara geweiht. Die 1760 erbaute barocke Kirche, birgt an der Chorwand einen eingelassenen Sandsteinquader, mit der ältesten Jahreszahl 1481 im Ort. 1878/79 wurde der barocke Dachreiter abgebrochen und ein schlanker Fassadenturm errichtet. In den zwanziger Jahren wurde das Langhaus verbreitert.

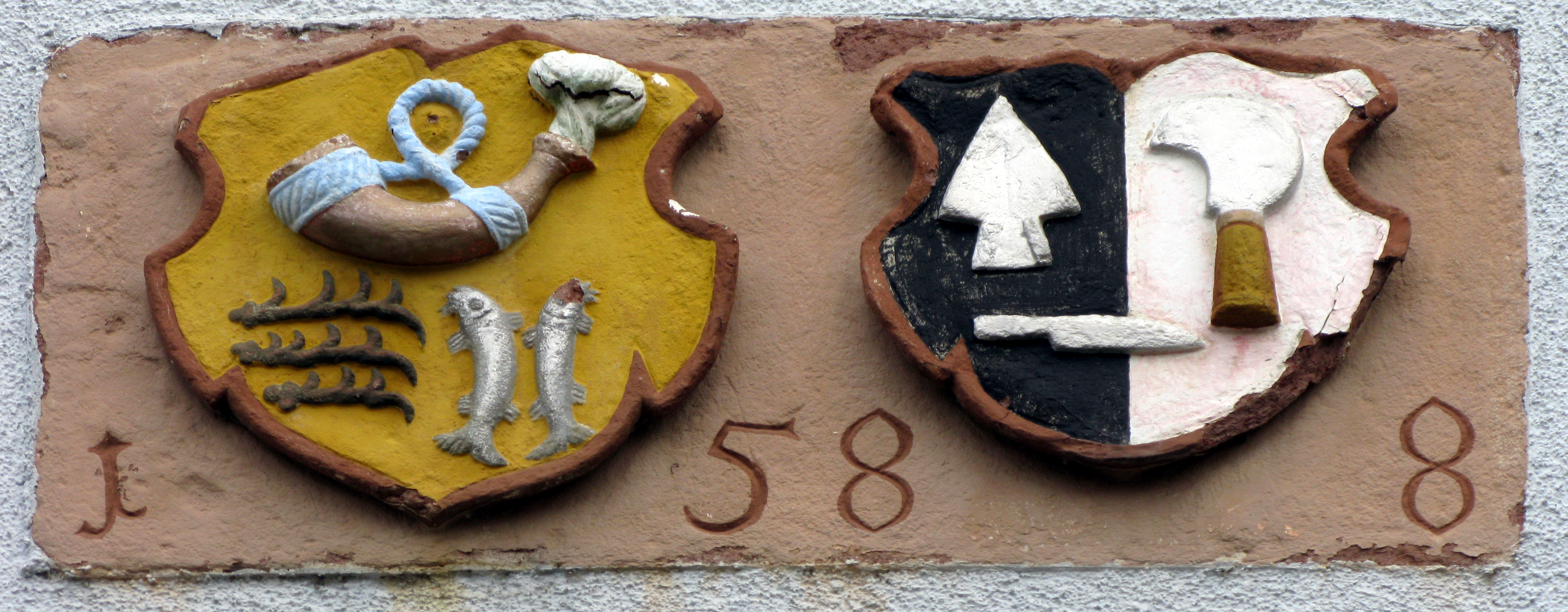
Wappen am ehem. Rathaus

- Im Ort stehen einige schöne Fachwerkhäuser oft noch mit Wappen und Jahreszahlen aus der Zeit der Zugehörigkeit zum Kloster Alpirsbach. So findet man auch entlang der Ortsgrenze sehr schöne Grenz- und Marksteine mit württembergischen Wappen und Abtswappen des Klosters Alpirsbach.

## Wirtschaft
Nordweil war in der Vergangenheit landwirtschaftlich geprägt. Neben dem an den Lösshängen betriebenen Weinbau, wurde Kleinlandwirtschaft betrieben.  In der ersten Hälfte des 20. Jahrhunderts blühte für kurze Zeit der Tabakanbau und eine Zigarrenfabrik. Bis nach dem Krieg wurde der Wein in eigenen Torkeln gewonnen. Eine dieser Torkeln war gleichzeitig als Ölmühle mit Walzenstuhl und Kollergang ausgestattet. Hierbei wurden Raps, Leindotter, Bucheckern und Walnusskerne verarbeitet. Der Trottbaum der einstigen Nordweiler Ölmühle steht heute vor der Winzergenossenschaft in Bickensohl im Kaiserstuhl. Ab den 1970er Jahren wurden die Kleinlandwirtschaftsbetriebe immer mehr aufgegeben und der Schwerpunkt verlagerte sich auf den Weinbau. Hierzu wurden mit den Rebflurbereinigungen Landig, Hungersberg, Hummelberg und Blosenberg bis 1977 die Steillagen terrassiert und eine Reben-Netto-Fläche von 118 ha gewonnen. Zur Vermarktung und Ausbau des Weines schloss sich die Winzergenossenschaft Nordweil im Jahr 1977 der Zentralkellerei, heute Badischer Winzerkeller in Breisach an.

## Verkehr
An das Eisenbahnnetz ist Nordweil über die mit dem Bus gut zu erreichende Rheintalbahn angeschlossen. Die Busverbindung von und nach Nordweil hinein verkehrt von den frühen Morgenstunden bis in die frühen Abendstunden maximal stündlich und am Wochenende noch seltener.
Ab 2026 sollen in Kenzingen Stationen des Fahrradverleihsystems Frelo errichtet werden, von denen eine auch in Nordweil entstehen soll. Über einen Anfang der 2010er Jahre gebauten Fahrradweg ist Nordweil an Kenzingen angebunden.
Nordweil ist über die nahe Bundesstraße 3 und die nahe Bundesautobahn 5 an das bundesdeutsche Fernstraßennetz angebunden. Ferner verbindet die nahe L106 das Bleichtal mit dem Schuttertal.  

## Politik
Aktueller Ortsvorsteher ist Franz Pfeffer (2023).

## Wiederkehrende Veranstaltungen

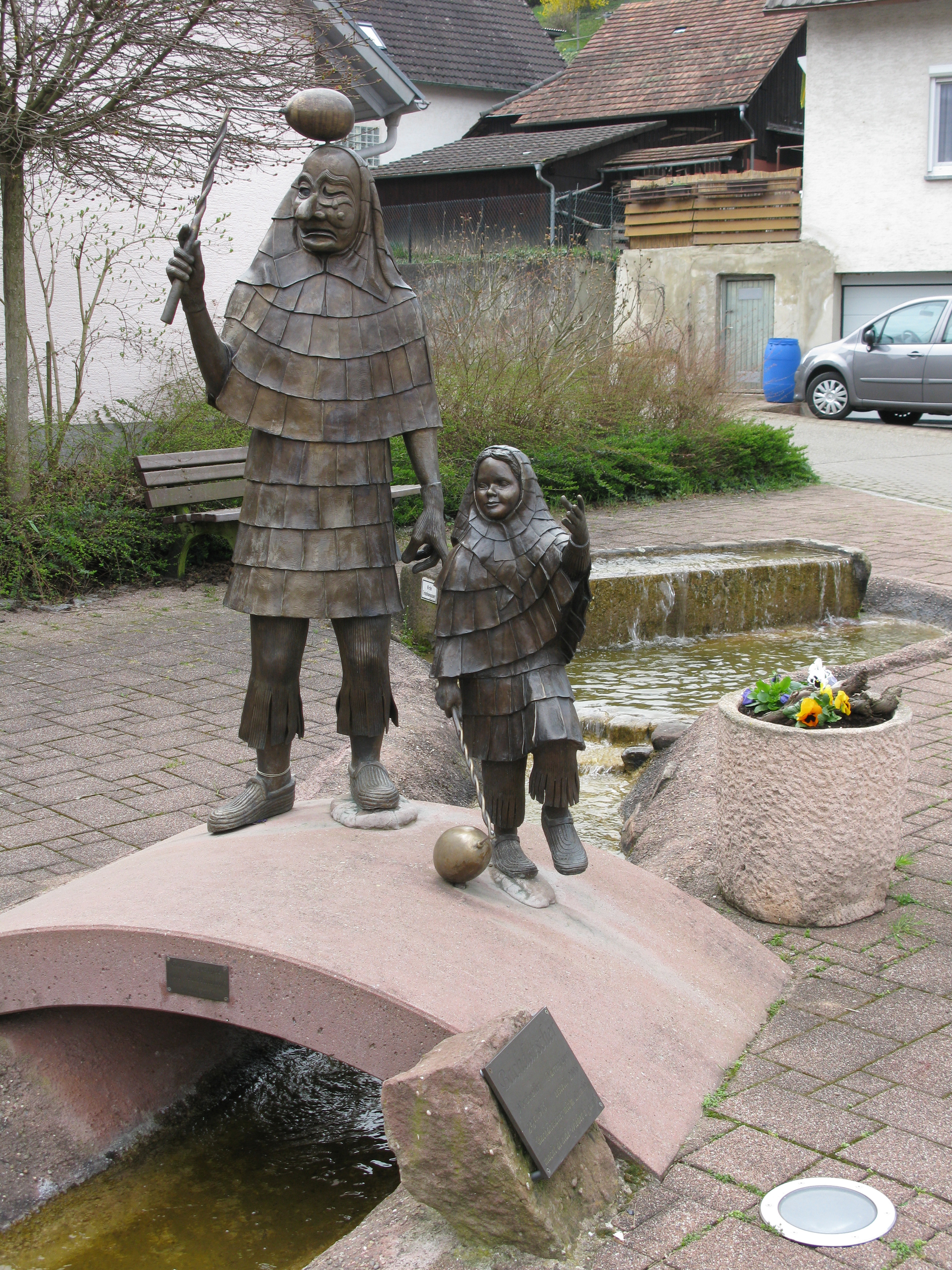
Bachdatscherbrunnen

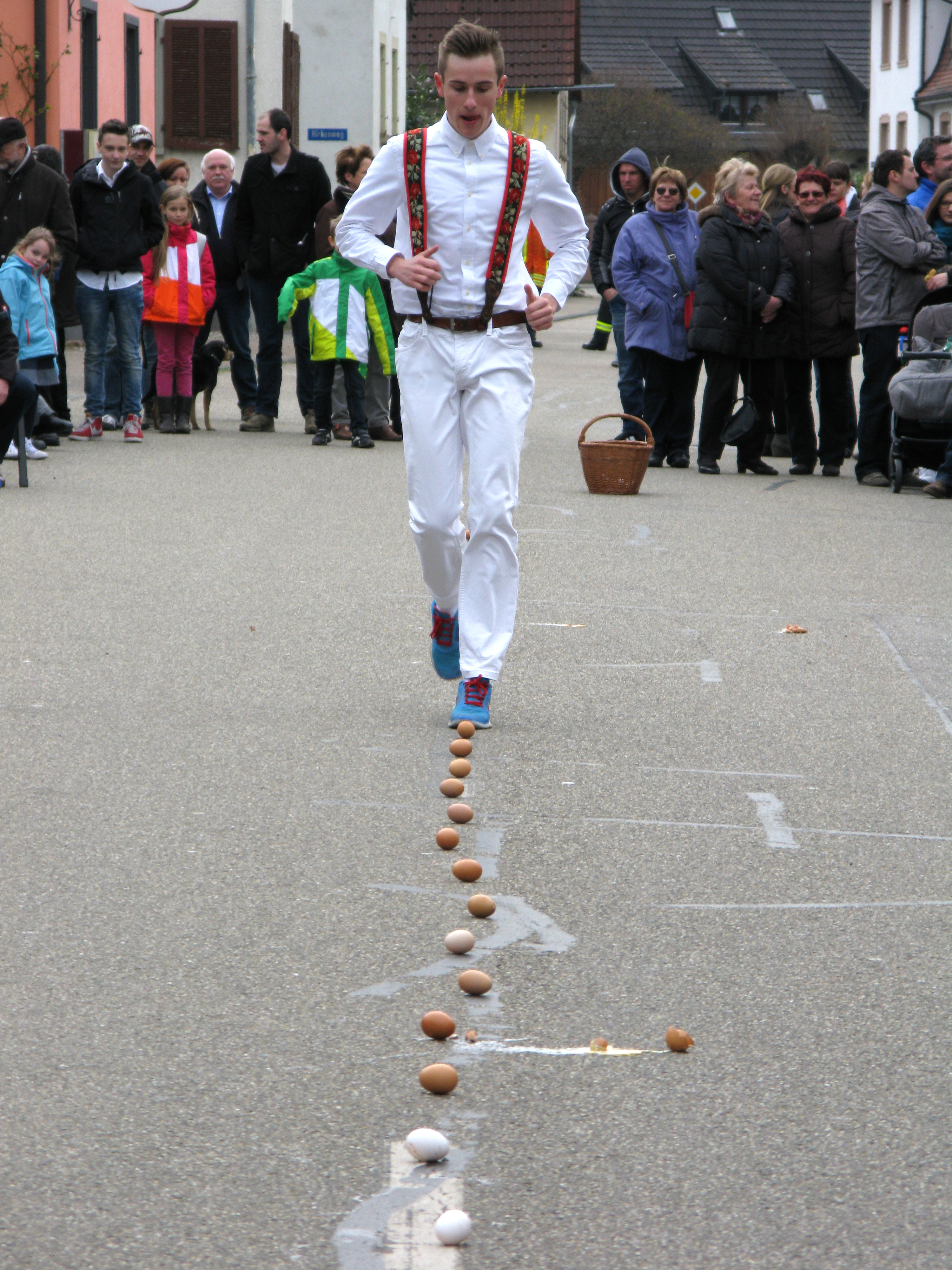
Eierspringen

- Schwäbisch-alemannische Fastnacht. Treibende Kraft ist die Narrenzunft Bachdatscher Nordweil[6] (jährlich)
- Musik-/Weinfest (im jährlichen Wechsel) auf dem Festplatzgelände am Steinbruch (jährlich)
- Sportfest (Grümpelturnier (Bierschinkencup) / Oberdorf gegen Unterdorf / Vereinsturnier) auf dem Sportplatz „Frohngrund“ (jährlich)
- Teilnahme der Nordweiler Vereine am historischen Altstadtfest Kenzingen (jährlich)
- Eierspringen am Ostermontag (alle zwei Jahre) durch die "Rekrutenjahrgänge"